# L'arma del vile
L'arma del vile è un mediometraggio muto italiano del 1914 diretto da Alfredo Robert.